# Miocardită
Miocardita, cunoscută și sub numele de cardiomiopatie inflamatorie, este inflamația mușchiului inimii. Simptomele pot include dificultăți de respirație, dureri în piept, scăderea capacității de a face mișcare și bătăi neregulate ale inimii. Durata problemelor poate varia de la ore la luni. Complicațiile pot include insuficiență cardiacă datorată cardiomiopatiei dilatate sau stop cardiac.
Miocardita se datorează cel mai adesea unei infecții virale. Alte cauze includ infecții bacteriene, anumite medicamente, toxine și boli autoimune. Un diagnostic poate fi susținut de o electrocardiogramă (ECG), creșterea troponinei, IMR cardiac și, ocazional, o biopsie cardiacă. O ecografie a inimii este importantă pentru a exclude alte cauze potențiale, cum ar fi problemele valvelor cardiace.
Tratamentul depinde atât de severitate, cât și de cauză. Sunt adesea utilizate medicamente precum inhibitorii ECA, beta-blocantele și diureticele. De obicei, se recomandă o perioadă fără exerciții fizice în timpul recuperării. Corticosteroizii sau imunoglobulina intravenoasă (IVIG) pot fi utili în anumite cazuri. În cazuri severe, se poate recomanda un defibrilator cardiac implantabil sau un transplant de inimă.
În 2013, au apărut aproximativ 1,5 milioane de cazuri de miocardită acută. În timp ce oamenii de toate vârstele sunt afectați, tinerii sunt cel mai adesea afectați. Este mai puțin frecventă la bărbați decât la femei. Cele mai multe cazuri sunt ușoare. În 2015, cardiomiopatia, inclusiv miocardita, a dus la 354.000 de decese, față de 294.000 în 1990. Descrierile inițiale ale stării sunt de la mijlocul anilor 1800.

## Semnele și simptomele
Semnele și simptomele asociate cu miocardita sunt variate și se referă fie la inflamația reală a miocardului, fie la slăbiciunea mușchiului inimii care este secundară inflamației. Semnele și simptomele miocarditei includ următoarele:
- Durere în piept (descrisă adesea ca „înjunghiere” în caracter)
- Insuficiență cardiacă congestivă (care duce la umflare, dificultăți de respirație și congestie hepatică)
- Palpitații (din cauza ritmului cardiac anormal)
- Tonalitatea zgomotelor inimii
- Moarte subită (la adulții tineri, miocardita cauzează până la 20% din toate cazurile de moarte subită)[12]
- Febră (mai ales când este infecțioasă, de exemplu, în febra reumatică)
- Simptomele la copiii mici tind să fie mai nespecifice, cu stare generalizată de rău, apetit scăzut, dureri abdominale și tuse cronică. Stadiile ulterioare ale bolii vor prezenta simptome respiratorii cu efort respirator crescut și sunt adesea confundate cu astm.

Deoarece miocardita se datorează adesea unei boli virale, mulți pacienți prezintă un istoric de simptome în concordanță cu o infecție virală recentă, inclusiv febră, erupții cutanate, diaree, dureri articulare și oboseală ușor.
Miocardita este adesea asociată cu pericardită, iar multe persoane cu miocardită prezintă semne și simptome care sugerează miocardită și pericardită în același timp.

## Ce este miocardita
Noțiunea de miocardită include o grupă de afecțiuni ale miocardului cu antrenarea miocitelor, țesutului interstițial, elementelor vasculare și a pericardului, suportul patologic fiind un proces numit inflamație cu evoluție clasică. Toate afecțiunile miocardice sunt denumite cardiomiopatii. Astfel miocardita este numită științific cardiomiopatie inflamatorie. Miocardita inflamatorie reprezintă un proces inflamator de origine infecțioasă, autoimună. 

## Tipuri de miocardită
- Miocardită acută
- Miocardită bacteriană
- Miocardită parazitară
- Miocardită BSTC
- Miocardită cronică

## Tratament
Condiții de viața recomandate: 
Repausul relativ sau absolut 
Dieta:
- hiposodată – sunt permise 2-3 g sare/zi,
- mese cantitativ reduse,
- alcoolul și fumatul sunt interzise.

Tonicardiacele reprezintă medicația de bază: Cedilanid (Lanatosid) fiole i.v.pentru urgențe și pentru tratament de întreținere; Digoxin tablete 0,250 mg 1 tb/zi 5 zile pe săptămână cu 2 zile pauză . Lanatosid tablete 0,250 mg are eficacitate mai redusă prin absorbția slabă; 
Diuretice: Furantril (40 mg 1 tb., de doua ori pe săptămana) (sau Nefrix 25 mg).; 
Tratament coronarodilatator: Dipiridamol, Intercordin, Pentalong, Izoket, Nifedipina; 
Tratament anticoagulant: în insuficiențele cardiace greu reductibile cu risc de tromboză: Heparina și apoi Trombostop ca tratament de întreținere; 
Vasodilatatoare: Hipopresol, Nitroglicerină, Minoxidil, Pentalong, Captopril 